# Alphonse Trimolet
Alphonse Louis Pierre Trimolet, né en 1835 à Paris et mort en 1895 à Gentilly, est un peintre et graveur français.

## Biographie
Né le 27 août 1835, Alphonse est le fils du graveur Louis Joseph Trimolet et d'Antoinette Alexandrine Rolande, la sœur du peintre Charles-François Daubigny. En 1843, devenu orphelin, il est adopté par Daubigny puis reçoit un premier apprentissage en sculpture auprès de Geoffroy-Dechaume, un proche ami de la famille.
Il délaisse le ciseau pour le dessin, présentant ses premiers travaux au Salon de Paris en 1861, inspirés de son père. En 1867, il revient au Salon et y présente une première série d'eaux-fortes inspirées de Paris, genre qu'il va affectionner les années suivantes. Sa maison d'édition, Alfred Cadart, lui est d'une remarquable fidélité. Alphonse Trimolet grave pour Paris à l'eau-forte, L'Eau-forte en 1875 présenté par Philippe Burty, et L'Illustration nouvelle, deux publications éditées par Cadart puis par sa veuve. 

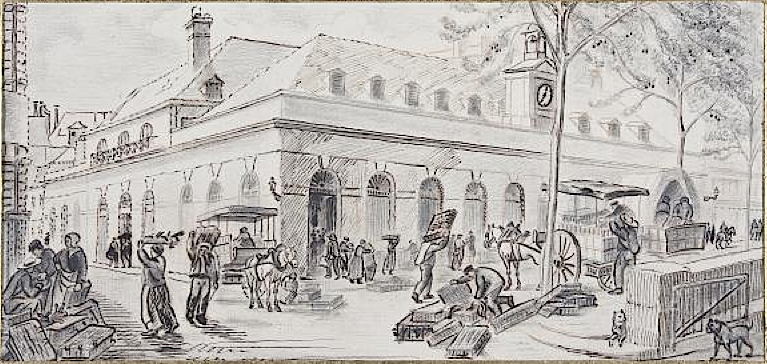
Le Marché de la Vallée, dessin, juin 1867, musée Carnavalet.

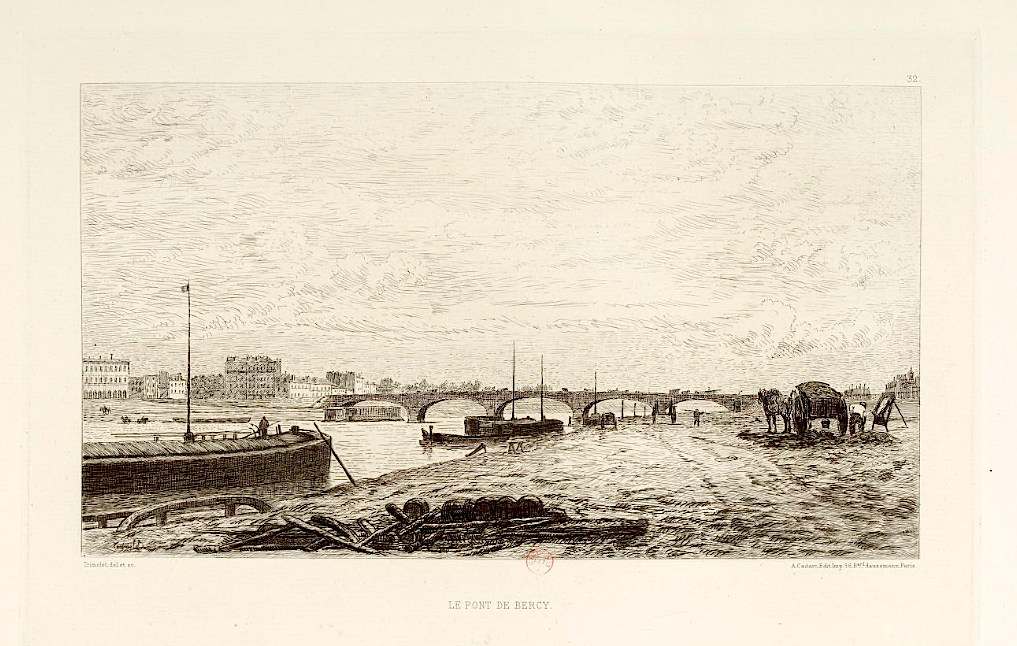
Le Pont de Bercy, eau-forte, 1875.

Sa dernière apparition au Salon des artistes français remonte à 1881, soit deux dessins et une gravure ; il réside à cette époque au 13 quai d'Anjou.
Répertoriant une quarantaine d'eaux-fortes, Beraldi le signale en 1891 indigent et hospitalisé à l'hôpital Bicêtre ; il meurt à Gentilly en 1895 rue du Kremlin.